# إم أو إف-5

بنية الخلية الوحدوية لـ (.م أو إف-5) تمثل الكرة الصفراء حجم المسام. يظهر عنصر الأكسجين باللون الأحمر، والكربون باللون الأسود، والهيدروجين باللون الأبيض. تمثل رباعيات السطوح تنسيق(إي دي سي) ممُكزّ الزنك

إم أو إف-5 بالإنجليزية (MOF-5) أو (IRMOF-1) هو مركب إطاري معدني عضوي مكعب له الصيغة Zn 4 O(BDC) 3 ، حيث BDC 2− = 1,4-بنزوديكاربوكسيلات (MOF-5).  اُكْتُشِف من قبل عالم الكيمياء و الجزيئات عمر م. ياغي . تتميز مادة (إم أو إف-5) بإظهارها واحدة من أعلى نسب المساحة السطحية إلى الحجم بين الأطر المعدنية العضوية، عند 2200 متر مربع / سم مكعب .  بالإضافة إلى ذلك، كان هذا أول إطار معدني عضوي دُرِسَ و طُوَّرَ لتخزين غاز الهيدروجين.  